# Cementerio de Villanueva de las Cruces
El cementerio de Villanueva de las Cruces, más conocido localmente como cementerio de San Sebastián, es un camposanto situado en el municipio español de Villanueva de las Cruces, en la provincia de Huelva, comunidad autónoma de Andalucía. Las instalaciones son de titularidad municipal.

## Características
El cementerio se encuentra situado junto al pueblo, sobre una elevación geográfica, y está adosado a la Ermita de San Sebastián. El recinto presenta una planta rectangular y dispone de un espacio central destinado a las sepulturas en el suelo, el cual se encuentra rodeado por grupos de nichos en el perímetro de alrededor. No se poseen datos históricos sobre la construcción del camposanto; el enterramiento más antiguo del que se tiene constancia data de 1847.